# 森林大道車站
森林大道車站（英語：Forest Avenue station）是紐約地鐵BMT默特爾大道線的一個地鐵站，設有M線（任何時候停站）列車服務。

## 車站結構

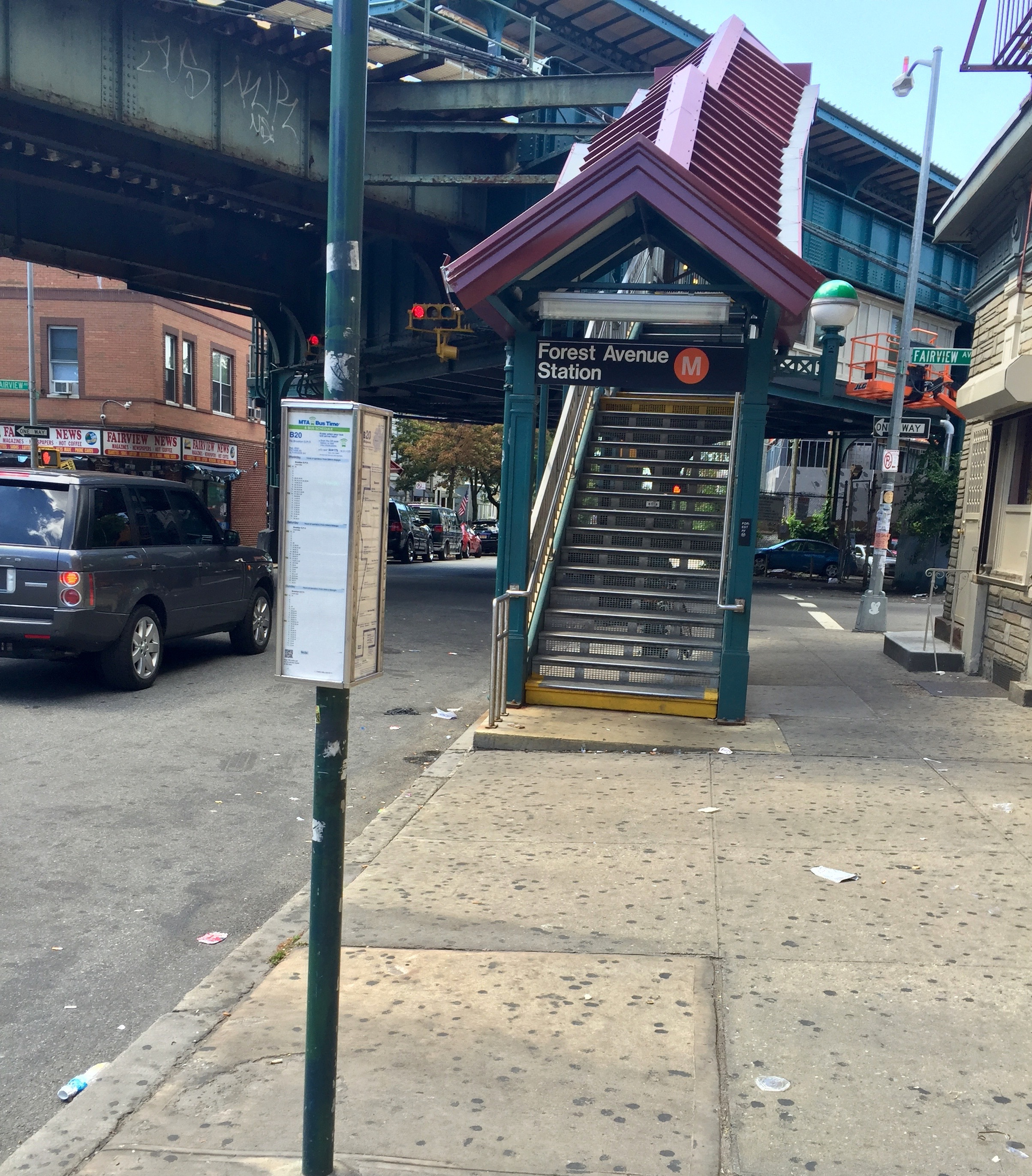
西北樓梯

| P 月台層 | 西行     | ← 平日往森林小丘-71大道，週末往埃塞克斯街，深夜往默特爾大道 (塞尼卡大道) |
| P 月台層 | 島式月台 |                                                                          |
| P 月台層 | 東行     | → 往中村-大都會大道 (鮮潭路) →                                           |
| M        | 夾層     | 閘機、車站詢問處、Metrocard自動售票機                                    |
| G        | 街道層   | 出入口                                                                   |

森林大道設有一個島式月台和兩條軌道。

## 外部連結
- nycsubway.org—BMT Myrtle Avenue Line: Seneca Avenue
- Station Reporter — M Train
- The Subway Nut — Forest Avenue Pictures （页面存档备份，存于）
- Putnam Avenue entrance (near Forest Avenue) from Google Maps Street View （页面存档备份，存于）
- Platform from Google Maps Street View